# J. Berkeley Larsen
James Berkeley Larsen (* 27. Februar 1889 in Mount Pleasant, Sanpete County, Utah; † 30. März 1979) war ein US-amerikanischer Politiker. Zwischen 1955 und 1959 war er Vizegouverneur des Bundesstaates Idaho.
Über die Jugend und Schulausbildung von Berkeley Larsen ist nichts überliefert. Auch über seinen beruflichen Werdegang jenseits der Politik gibt es in den Quellen keine Angaben. Politisch wurde er Mitglied der Republikanischen Partei. 1954 wurde er an der Seite von Robert E. Smylie zum Vizegouverneur von Idaho gewählt. Dieses Amt bekleidete er zwischen dem 3. Januar 1955 und dem 5. Januar 1959. Dabei war er Stellvertreter des Gouverneurs und Vorsitzender des Staatssenats. Nach dem Ende seiner Zeit als Vizegouverneur verliert sich seine Spur. Es wird in den Quellen nur noch erwähnt, dass er am 30. März 1979 im Alter von 90 Jahren starb.